# 羅曼·羅斯季斯拉維奇
羅曼·羅斯季斯拉維奇（西里尔字母：Роман Ростиславич，—1180年），斯摩棱斯克亲王（1160–1172、1177–1180）、基辅大公（大親王，基輔，1171–1173、1175–1177）和诺夫哥罗德亲王 (1178–1179)。他是罗斯季斯拉夫一世·姆斯季斯拉维奇的儿子。
1171年7月，羅曼·羅斯季斯拉維奇出任基辅大公，不過他很快就被安德烈·博戈柳布斯基的兄弟米哈伊尔·尤里耶维奇取代。
姆斯季斯拉夫·罗曼诺维奇是他的儿子。